# Гостиный двор (Калуга)
Гостиный двор — традиционный для российской провинции гостиный двор в стиле русская готика построенный в городе Калуге в конце XVIII — начале XIX веков.

## История
В XVIII веке на месте Гостиного двора находилось множество преимущественно деревянных лавок рундучного типа, расставленных без всякой системы. Идея воздвигнуть гостиный двор «приличной архитектуры» возникла у губернатора М. Н. Кречетникова почти сразу после назначения в Калугу. К строительству он решил привлечь калужское купечество, и на собрании городской думы было решено постепенно сносить деревянные лавки, чтобы на их месте купцы за свой счёт построили каменные корпуса по одному плану. План и фасад будущего архитектурного ансамбля были утверждёны в столице. Данный план был утерян во время перерыва в строительстве, и долгое время автор его оставался неизвестен. В 1960 году на основании сравнения с другими постройками того времени Т. М. Сытина предположила, что это — архитектор П. Р. Никитин, в 1776 году разработавший единый план застройки города.

### Строительство
Первое предписание о начале строительства гостиного двора относится к 24 апреля (5 мая) 1782, когда был утверждён его проект. Сооружение началось с двух южных корпусов. Первым, летом 1784 года, стали строить тот, что выходил углом на Никитскую улицу (ранее Московская, в настоящее время ул. Ленина). Оба корпуса возведены на средства купечества к 1788 году. Лавки в построенных корпусах были распределены между купцами, вложившимися в строительство. В мае того же года группа из 12 купцов во главе с Макаром Черновым, недовольная распределением лавок, подала прошение о разрешении им построить «собственным их капиталом полкорпуса соответственно плану». Городская дума возражала, но Губернское правление дало разрешение, и первый северный корпус был возведён рядом с Никитской церковью в августе 1789 года. Второй северный корпус построили между 1792 и 1794 годами на средства города. Пятый по счёту корпус был построен не позднее 1796 года рядом с первым, выходя торцом на Никитскую улицу.
В августе 1797 от купцов поступило предложение по оставшимся корпусам «выстроить семь с уменьшением ширины оных двумя аршинами, сообразно местной удобности и выгодам торговли», вызванное недостаточной для подвоза товаров шириной проездов между корпусами и желанием удешевить строительство. Однако внесение изменений в проект, утверждённый на высочайшем уровне, требовало одобрения в столице, и строительство было приостановлено до его получения, которое произошло только в 1811 году. После этого выяснилось, что первоначальный проект гостиного двора ещё в 1797 году был выдан из архива землемеру Добрышину, который к этому времени скончался. Перенявший его дела, Тимофей Богомазов в переданных ему бумагах покойного плана не нашёл и по поручению правления представил новый план размещения корпусов 16 (28) апреля 1811. Чистовой вариант плана, составленный Богомазовым и архитектором И. Д. Ясныгиным в 1812 году, ныне хранится в областном музее.
- А. Выстроенные в 1782 году каменных корпусов пять (два южных, два северных и один восточный);
- В. Вновь начатый в прошлом 1811 году каменный корпус;
- С. Бывший каменный магистрат, в коем ныне помещаются временные лавки, который по высочайше конформированному плану следует к сломке;
- Д. Корпусы старых каменных лавок, которые следуют также к сломке.

Строительство по новому плану началось со второго корпуса с севера по Никитской улице, в то время как от купцов было потребовано возвести третий с юга. Однако осенью 1813 года, когда северный корпус был построен, южный так и не был начат. Тогда, предписанием от 10 (22) августа 1814, губернатор П. Н. Каверин передал строительство двух следующих корпусов под ответственность городской думы. Поскольку дума также затянула со строительством, 26 августа (7 сентября) 1816 года Губернское правление потребовало постройки за счёт купцов, владеющих землёй. Купцы привлекли на свою сторону губернского прокурора, заявившего, что правление не имеет права на такие требования. Правление, в свою очередь, потребовало привлечь к уголовной ответственности лиц, не выполнивших предписания. Оправдывая задержку, дума сослалась на невозможность снести лавки купчихи Фалеевой, находящиеся под описью по судебному делу в Сенате, и каменные лавки купца Борисова.
В итоге следующие два корпуса были построены в 1818 году, с использованием, в том числе, кирпича из разобранной лавки Борисова. К 1820 году под руководством Ясныгина возведены оставшиеся четыре корпуса с восточной стороны. В 1821 году рядом с южным купцы Мешковы начали строить первый из западных корпусов. В марте 1822 года губернатор Н. К. Омельяненко предложил начать строительство оставшегося и закончить его к осени. На это последовали возражения думы, поскольку сначала нужно было снести каменное здание магистрата, лавки в котором были сданы купцам на три года вперёд. Но Губернское правление категорически предписало начать строительство весной 1823 года. Закончил строительство архитектор Н. Ф. Соколов.

### Использование

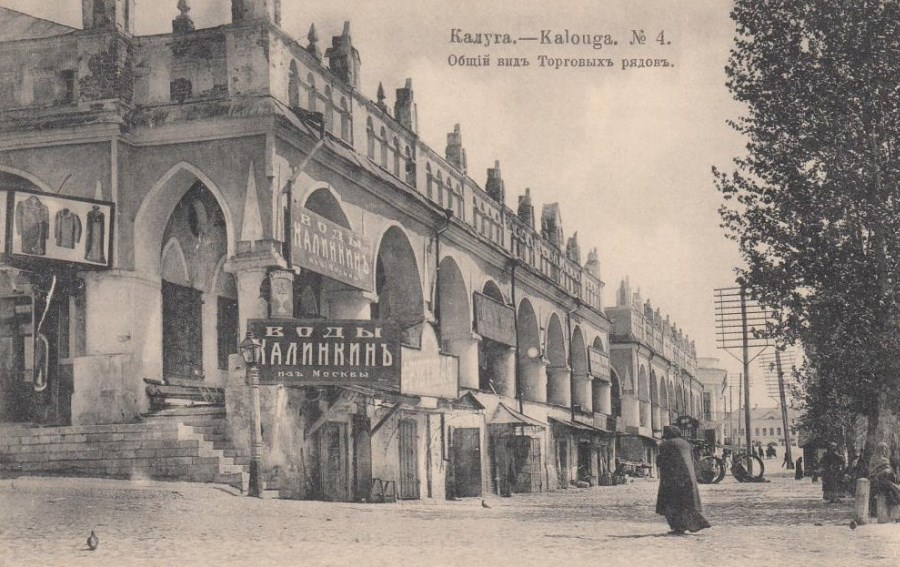
Вид на южные корпуса со стороны сквера. Начало XX века

Часть помещений построенного Гостиного двора отошла городскому обществу и стала использоваться для общественных нужд или сдаваться в наём. Остальная часть была во владении купцов и периодически переходила из рук в руки. В разное время в Гостином дворе держали торговые лавки такие купеческие фамилии как Антипины, Фалеевы, Макаровы, Билибины, Теренины и Подкованцевы. В XIX веке один из западных корпусов был отведён под рыбный ряд. С 1888 года во втором восточном корпусе возобновила работу публичная библиотека при книжном магазине Антипина, впервые открытая в 1847 году.
К концу XIX века строение изрядно обветшало, а владельцы корпусов начали вносить в их архитектуру свои изменения. Так в восточных корпусах были увеличены оконные проёмы; в третьем восточном корпусе сбита центральная колонна и вместо неё пробита дверь. В 1910 году купец Комаров решил переделать фасад корпуса № 4 в стиле модерн и надстроить ещё один этаж, и только из-за вмешательства общественности его план остался не осуществлён. В 1904—1905 годах две колонны в северо-западном углу одного из западных корпусов дали трещину и были разобраны купцом Блистиновым, держащем там лавку, а вместо них устроившим деревянный навес. В апреле 1926 года обвалились соседние четыре колонны, остатки которых летом того же года разобрал городской коммунальный отдел.
Во время немецкой оккупации Калуги в 1941 году Двор получил значительные разрушения, здесь оккупанты расстреливали местных жителей.

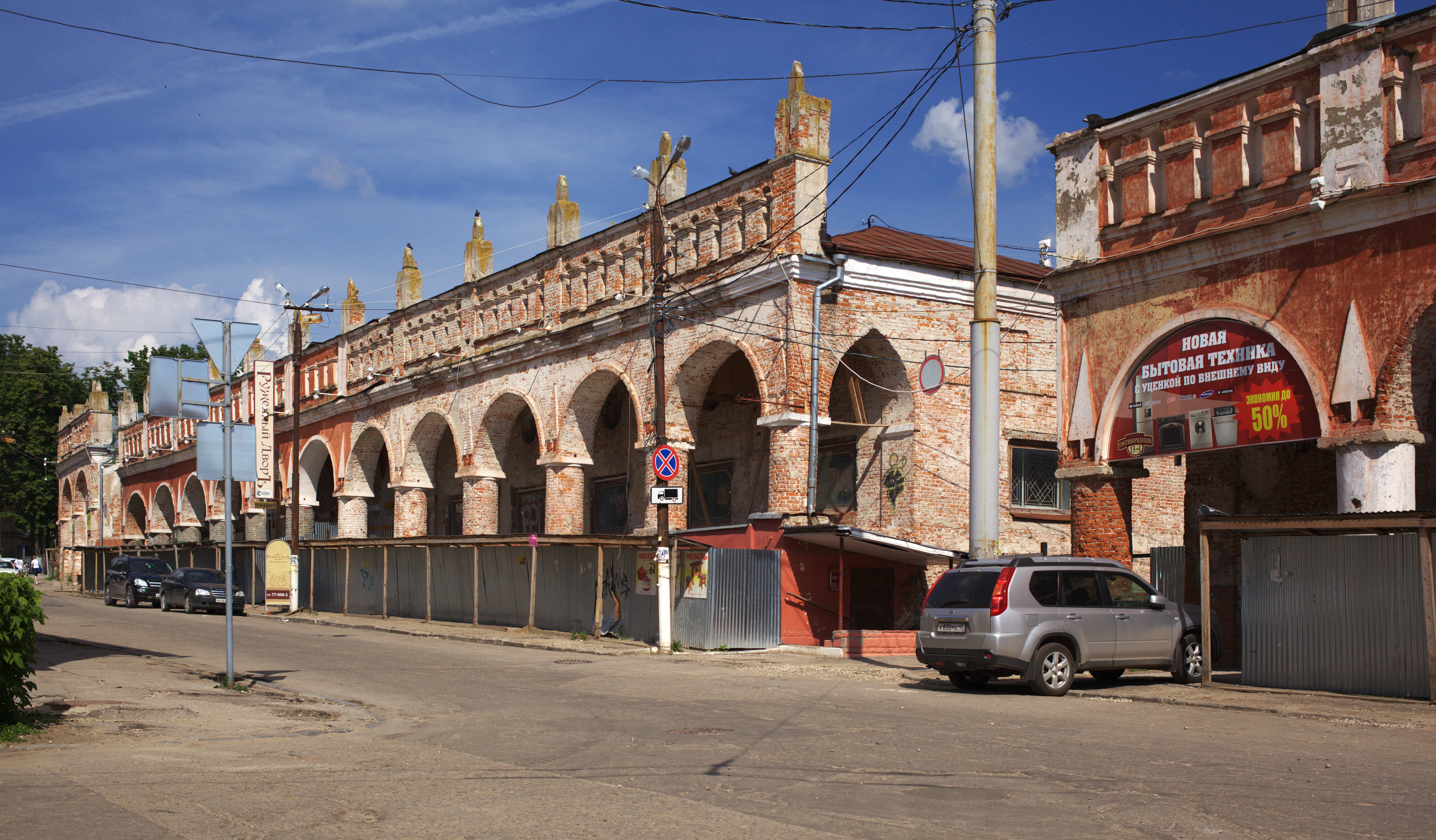
Западные корпуса во время реконструкции

С начала XX века двор был признан памятником архитектуры и поставлен на госучёт. Постановлением Совета Министров РСФСР № 1327 от 30.08.1960 он был отнесён к объектам культурного наследия федерального значения. В 1970-х годах городские власти решили разместить в двух южных корпусах универмаги, для чего добились временного снятия их с охраны государством. Два магазина были открыты в 1975 году.
В 1976 году во время работ по возведению здания обкома КПСС (ныне — здание обладминистрации) площадь Старый Торг была «поднята» и выровнена при помощи завезённого грунта, из-за чего полуподвальный этаж двух южных корпусов Гостиного двора «ушёл под землю».

### Современность

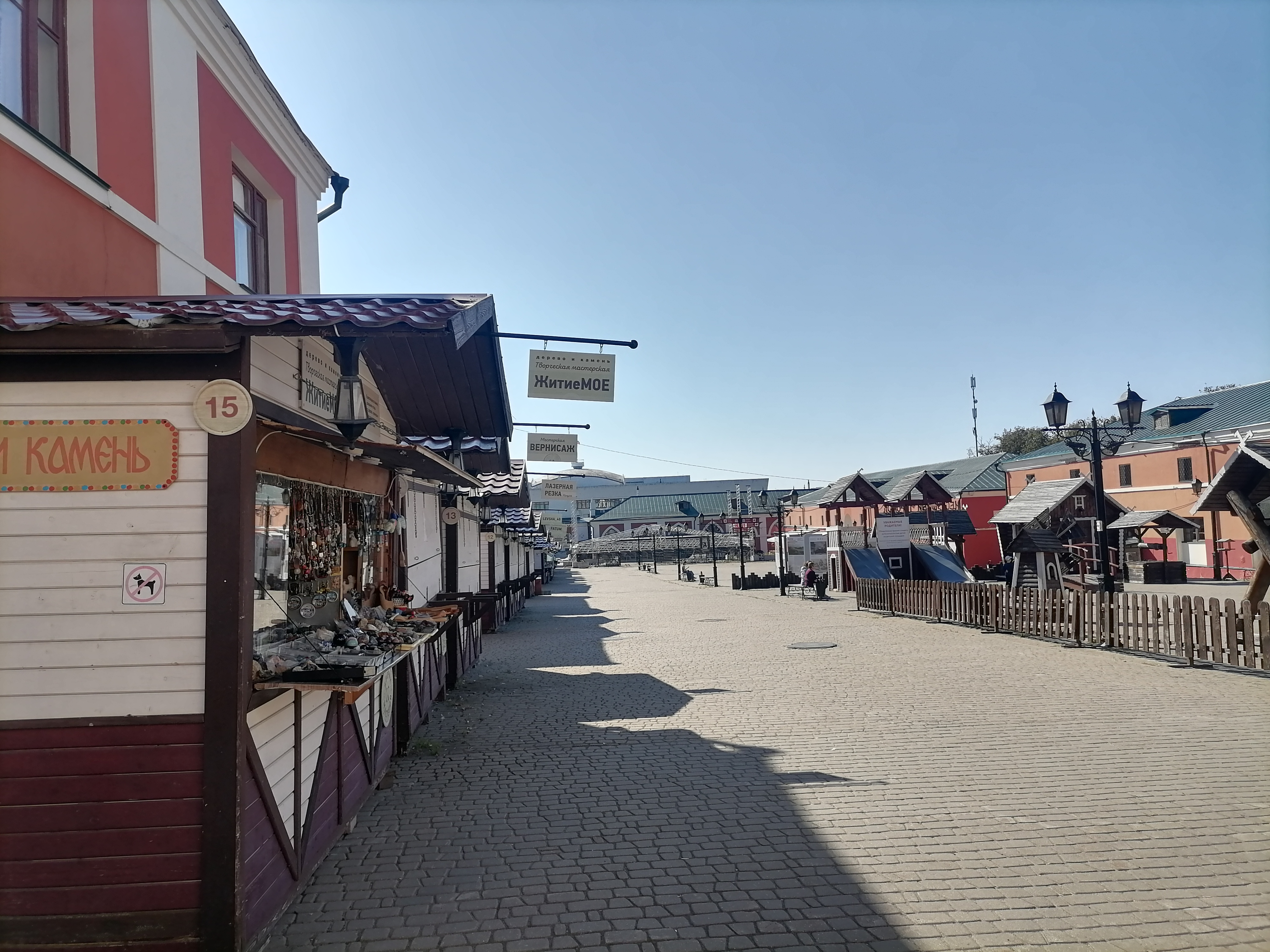
Внутреннее пространство Гостиного двора

После распада СССР все корпуса были отданы введение частных арендаторов, которые должны были сами заниматься их ремонтом. В результате вдоль улицы Ленина фасады корпусов были приведены в более или менее пристойный вид, однако внутри и с противоположной стороны предельно изношены.
В 2009 году Гостиный двор был передан из федеральной собственности в областную, а в марте 2010 начались работы по его реставрации, которые были завершены к 2015 году. Планировалось сделать комплекс туристско-рекреационной зоной.
В 2018 году обсуждался проект, согласно которому внутренний двор Гостиных рядов накроют куполом.
К 2020 году в Гостином дворе расположились рестораны «Восточный базар» и «ГастрономЪ», Музей стекла Алексея Зеля, барбершоп «OldBoy», Визит-центр национального парка Угра, Общественная организация «Достояние» и др. Открыт Малый зал областной филармонии.

## Архитектура

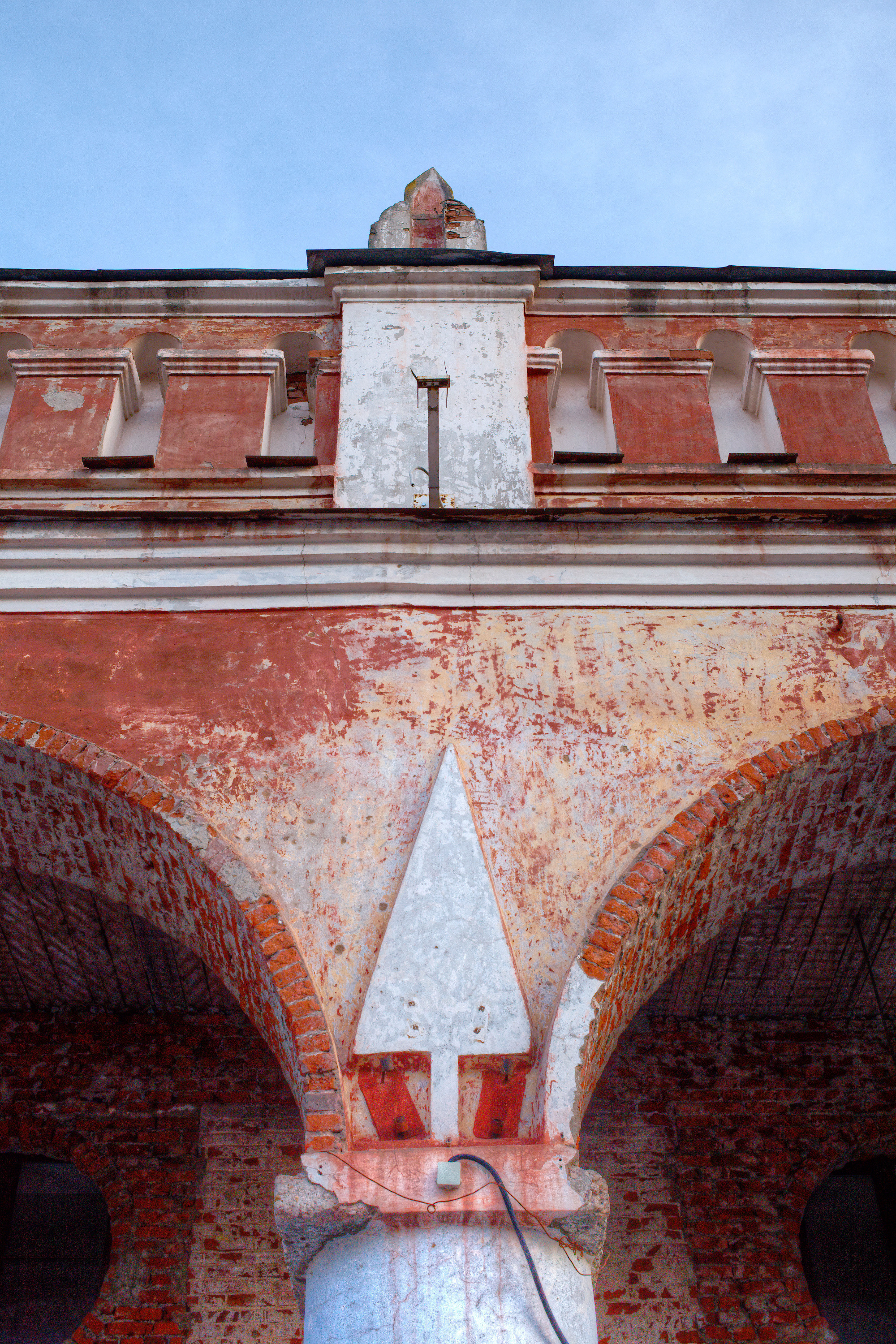
Часть колонны и тумба над ней

Гостиный двор состоит из 14 корпусов: 10 выходят на восток, на улицу Ленина, 2 — на север, на улицу Карпова, 3 — на запад, к скверу Ленина, и 2 — на юг, к площади Старый Торг. Корпуса выходящие на север и юг, а также два нижних из выходящих на восток, соединены между собой арками. На одной арке кувшинообразная колонка, а на двух других — готические.
Два южных корпуса поставлены на полуподвальный этаж, который уходит в гору и со стороны двора почти незаметен. По фасаду южные корпуса украшены аркадой, состоящей из девяти массивных колонн, поставленных на кубические основания и с выведенной по фасаду стрелой над каждой колонной. На колонны падают полуциркулярные арки, создающие восемь пролётов. Арки также идут от колонн к стене здания, создавая устой для потолка галереи. Над галереей набегает карниз здания, а над ним поставлен парапет, в виде тяжёлой решётки с четырьмя пролётами над каждой аркой, ограниченной тумбами, расположенными над колоннами и увенчанными готическими башенками. В центре парапетов установлена пирамидка на точёной ножке. Боковые входы в галерею образуют стрельчатую равностороннюю арку. Каждый пролёт галереи был рассчитан на один магазин с одной дверью и одним окном по фасаду.

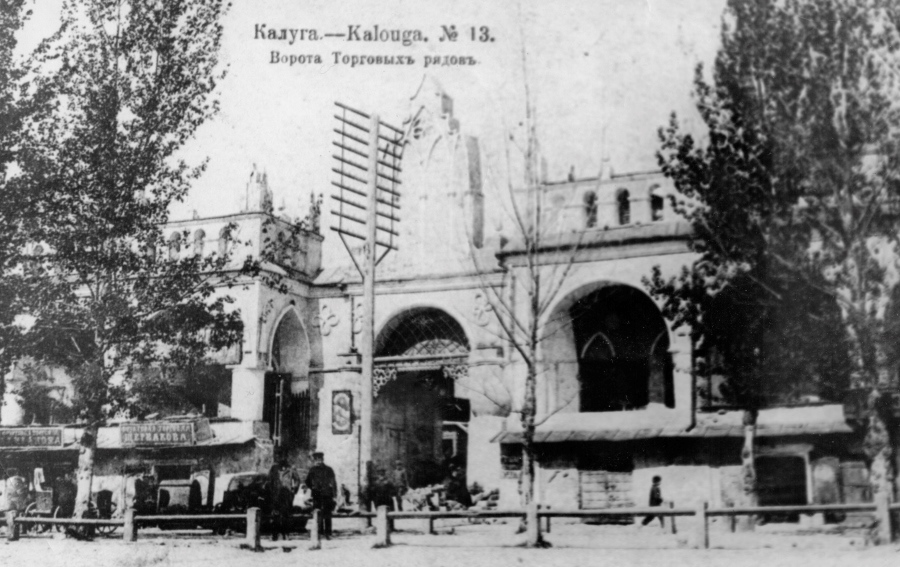
Ворота во внутренний двор

Изначально между двумя южными корпусами были ворота во внутренний двор. Со стороны площади они были оформлены кувшинобразными кубышками на массивных четырёхугольных базах. На них опиралась полуциркульная арка, в верхней части заделанная деревянной решёткой и украшенная орнаментом из вышитых крестов. Аттик над аркой напоминает стрельчатое окно в готических зданиях.
Северные корпуса по внешнему виду похожи на южные, но без полуподвального этажа. В них аркада начинается непосредственно от земли, а кубышки ворот стёсаны.
Из двух западных корпусов, ближайший к северу построен на склоне, поэтому имеет полуподвальный этаж. Галерея каждого из западных корпусов состоит из двенадцати колонн. В пролёте между шестой и седьмой расположен крытый проход во внутренний двор, пронизывающий корпус.
Восточные корпуса выходят на улицу боковой стороной, отделанной тремя полуколоннами, над которыми намечена арка. Между полуколоннами изначально были окно и дверь в магазин, декорированные стрельчатыми полуарками, а также круглое окно над ними. Сейчас весь проём представляет собой арку, верхняя часть которой закрыта решёткой, а в нижнюю полностью занимают прямоугольные дверь и окно. Над карнизом здания устроен парапет, на котором над каждой полуколонной надстроены башенки, а между ними размещены пирамидки. Также оформлены восточные фасады северного и южного корпусов. Арка между южным и первым восточным корпусами по бокам по бокам украшена изображением ромбов. Над ней устроен сердцевидный аттик, грани которого переходят в спиралевидные завитки.